# Trang viên ở Różanka

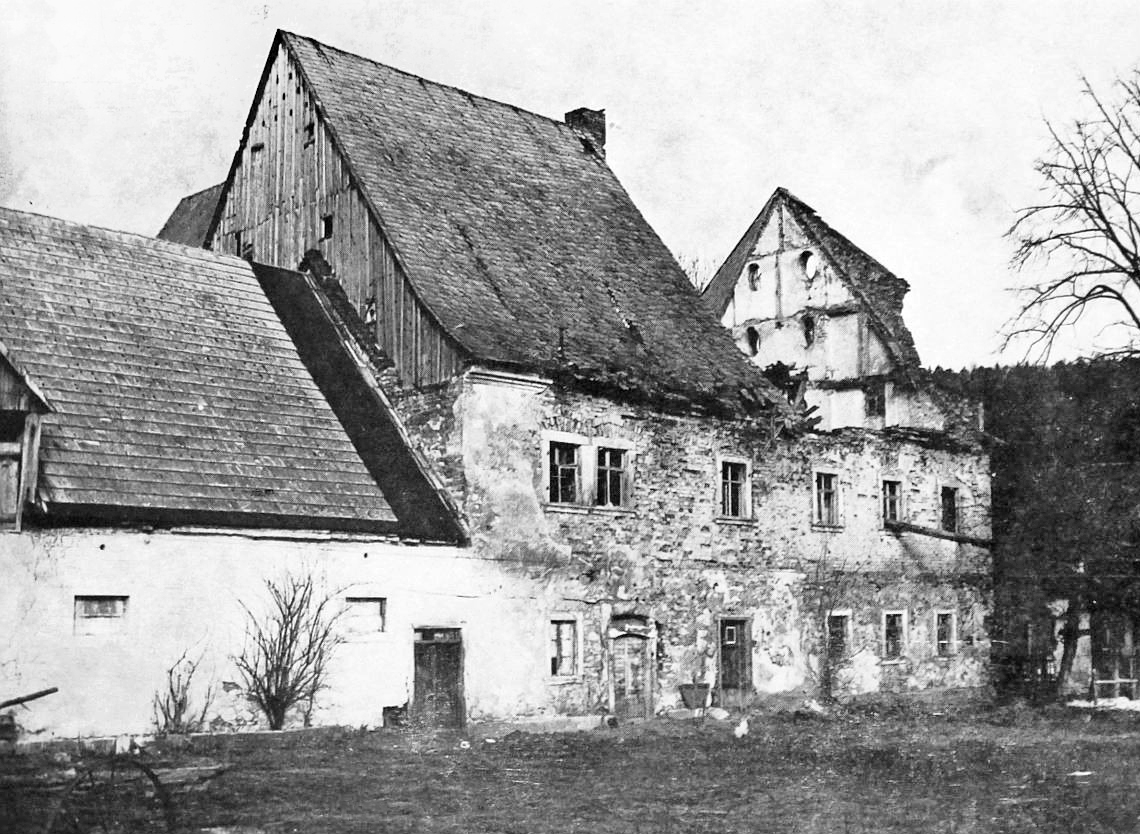
Trang viên ở Różanka (1979)

Trang viên ở Różanka (tiếng Ba Lan: Dwór w Różance) là một trang viên được xây dựng vào thế kỷ 17, nằm ở phía Bắc của làng Różanka, thuộc thị trấn Międzylesie, huyện Kłodzki, tỉnh Dolnośląskie, Ba Lan. Sau năm 1945, trang viên này bắt đầu xuống cấp và bây giờ đã biến thành một đống đổ nát. Công trình kiến trúc này có tên trong danh sách di tích.

## Lịch sử
Trang viên được xây dựng theo phong cách Baroque vào thế kỷ 17, và được xây dựng lại vào thế kỷ 18. Trong bối cảnh Chiến tranh thế giới thứ hai nổ ra, trang viên vẫn tồn tại nguyên vẹn. Tuy nhiên, sau năm 1945, công trình kiến trúc này bắt đầu xuống cấp. Sự vắng bóng người ở khiến di tích ngày càng hoang tàn. Ngày 25 tháng 5 năm 1972, trang viên được đưa vào danh sách di tích theo quyết định của Ban bảo tồn di tích tỉnh.

## Kiến trúc
Hiện nay, trang viên chỉ còn sót lại các bức tường bên ngoài mang phong cách Baroque. Một phần tường trong trang viên được điêu khắc hình ảnh Đức Mẹ Maria và Thánh Florian. Ngoài những tàn tích còn sót lại của tòa nhà chính, những cơ sở vẫn được tìm thấy tại đây gồm: một mái vòm bằng gạch từ giữa thế kỷ 19, một nhà để xe ngựa bằng gỗ và một tòa nhà dân sư một tầng từ năm 1879.